# Świadkowie Jehowy na Seszelach
Świadkowie Jehowy na Seszelach – społeczność wyznaniowa na Seszelach, należąca do ogólnoświatowej wspólnoty Świadków Jehowy, licząca w 2023 roku 360 głosicieli, należących do 5 zborów. Na dorocznej uroczystości Wieczerzy Pańskiej w 2023 roku zgromadziło się 1047 osób (około 1,5% mieszkańców). Działalność miejscowych głosicieli koordynuje francuskie Biuro Oddziału.

## Historia
W roku 1961 na Seszele przybyli pierwsi Świadkowie Jehowy z Afryki Zachodniej. W kwietniu następnego roku zorganizowano pierwsze zebranie religijne, na które przybyło ponad 20 osób. W lipcu 1963 roku wyznawców-obcokrajowców deportowano. Dwa lata później na spotkania religijne przybywało około 70 osób. W latach 1965–1972 Seszele regularnie odwiedzali misjonarze Stephen i Ann Hardy.
6 grudnia 1968 roku otwarto pierwszą Salę Królestwa. W roku 1969 na Seszelach było 7 miejscowych wyznawców, rok później przekroczono liczbę 10 głosicieli.
W roku 1975 zanotowano ponad 50 głosicieli w jednym zborze, a w roku 1992 przekroczono liczbę 100 głosicieli, którzy należeli do dwóch zborów. W 1999 roku liczba głosicieli wzrosła do 200 osób w trzech zborach. W 2000 roku powstał czwarty zbór. W 2015 roku osiągnięto liczbę 347 głosicieli. W 2016 roku wydano Chrześcijańskie Pisma Greckie w Przekładzie Nowego Świata (Nowy Testament) w języku kreolskim seszelskim.
Zebrania zborowe i kongresy odbywają się w języku angielskim i kreolskim seszelskim.
Na Seszelach znajduje się Biuro Tłumaczeń, w którym na zasadzie wolontariatu działa 10 tłumaczy publikacji Świadków Jehowy.